# Gymnothorax nigromarginatus
Gymnothorax nigromarginatus är en fiskart som först beskrevs av Girard, 1858.  Gymnothorax nigromarginatus ingår i släktet Gymnothorax och familjen Muraenidae. Inga underarter finns listade i Catalogue of Life.